# Big Band (álbum)
José José Big Band es un álbum de estudio de José José, producido por Mariano Pérez. Este álbum fue lanzado el 21 de octubre de 2014 por el sello discográfico Sony Music. El álbum contiene un CD de 14 canciones del cantante con arreglos de Jazz, la voz de José José fue extraída de las cintas maestras o grabación multipista de los temas originales grabados en Ariola Records (Hoy Catálogo de Sony Music) y otros en RCA Records (Hoy Catálogo de Sony Music) para adaptarles nuevos arreglos a éxitos como ''Lo Pasado Pasado'', ''40 y 20'', ''El Amor Acaba'' o ''Almohada'', José José siempre quiso hacer un disco con Jazz pues retrataba de sus inicios como cantante.

## Lista de temas[3]
|     | Título                | Autor(es)                          | Duración |
| --- | --------------------- | ---------------------------------- | -------- |
| 1.  | ¿Y Qué?               | Rafael Pérez Botija                | 3:31     |
| 2.  | No Me Platiques Más   | Vicente Garrido                    | 3:47     |
| 3.  | Lo Que No Fue No Será | José María Napoleón                | 3:38     |
| 4.  | Desesperado           | Rafael Pérez Botija                | 4:03     |
| 5.  | 40 y 20               | Roberto Livi                       | 4:04     |
| 6.  | Ahora No              | Juan Gabriel                       | 2:57     |
| 7.  | Lo Pasado, Pasado     | Juan Gabriel                       | 4:11     |
| 8.  | Payaso                | Rafael Pérez Botija                | 3:03     |
| 9.  | Dos                   | Wello Rivas                        | 3:30     |
| 10. | Preso                 | Rafael Pérez Botija                | 4:02     |
| 11. | Almohada              | Adán Torres                        | 3:48     |
| 12. | Franqueza             | Consuelo Velásquez                 | 4:20     |
| 13. | El Amor Acaba         | Manuel Alejandro / María Alejandra | 4:57     |
| 14. | Monólogo              | Chico Novarro / Mike Ribas         | 3:42     |

## Colaboradores del álbum
- Realización y Dirección: Mariano Pérez.
- Arreglos: Mariano Pérez.
- Ingenieros de Sonido: Juan Castro, Carlos Pérez, Mariano Pérez, Ernesto Castro, Isaias G. Asbun.
- Marketing: Guillermo Gutiérrez Leyva y Azucena Olvera.
- Discográfica: Sony Music México.
- Manufacturado y Distribuido Por: Sony Music.